# Grabill
Grabill és una població dels Estats Units a l'estat d'Indiana. Segons el cens del 2000 tenia 1.113 habitants.

## Demografia
Segons el cens del 2000, Grabill tenia 1.113 habitants, 420 habitatges, i 307 famílies. La densitat de població era de 693,1 habitants/km².
Dels 420 habitatges en un 45% hi vivien nens de menys de 18 anys, en un 57,6% hi vivien parelles casades, en un 12,1% dones solteres, i en un 26,9% no eren unitats familiars. En el 24,5% dels habitatges hi vivien persones soles el 8,8% de les quals corresponia a persones de 65 anys o més que vivien soles. El nombre mitjà de persones vivint en cada habitatge era de 2,65 i el nombre mitjà de persones que vivien en cada família era de 3,19.
Per edats la població es repartia de la següent manera: un 32,3% tenia menys de 18 anys, un 7,7% entre 18 i 24, un 33,8% entre 25 i 44, un 17,3% de 45 a 60 i un 9% 65 anys o més.
L'edat mediana era de 31 anys. Per cada 100 dones de 18 o més anys hi havia 84,8 homes.
La renda mediana per habitatge era de 42.240$ i la renda mediana per família de 48.500$. Els homes tenien una renda mediana de 36.293$ mentre que les dones 24.688$. La renda per capita de la població era de 17.252$. Entorn del 5,5% de les famílies i el 8,2% de la població estaven per davall del llindar de pobresa.

## Poblacions més properes
El següent diagrama mostra les poblacions més properes.